# Peter Bengsch
Peter Bengsch (* 24. Mai 1954) ist ein ehemaliger deutscher Fußballspieler.

## Karriere
Bengsch spielte mit Hannover 96 in der Saison 1975/76 in der Bundesliga. Am 27. Spieltag machte er sein erstes und letztes Bundesligaspiel. Hannover stieg zum Saisonende ab, Bengsch blieb in spielte in der neuen Saison in der 2. Bundesliga, diesmal machte er 7 Spiele. Danach wechselte er in die Oberliga zum VfL Wolfsburg, wo er bis 1980 spielte.  